# Juli Inkster
Juli Inkster, född 24 juni 1960 i Santa Cruz, Kalifornien, är en amerikansk professionell golfspelare.
Inkster blev professionell 1983 och samma år vann hon sin första tävling på LPGA-touren. Året efter vann hon två majors vilket ingen annan nykomling har lyckats med tidigare.
Vid utgången av 2004 hade hon vunnit 30 LPGA-tävlingar, däribland sju majors, och hon var den spelare bland damerna som hade tjänat tredje mest under sin karriär. Hon vann minst en tävling per år under 15 av de 20 åren mellan 1983 och 2003 men har aldrig vunnit penningligan. Hon slutade tvåa 1999 och trea 1986 och 2002. Hon blev den andra kvinnan, efter Pat Bradley 1986, som gjorde Career Grand Slam.
Inkster har deltagit i Solheim Cup sex gånger (1992, 1998, 2000, 2002, 2003 och 2011).

## Majorsegrar
- 1984 Kraft Nabisco Championship, du Maurier Classic
- 1989 Kraft Nabisco Championship
- 1999 LPGA Championship, US Womens Open
- 2000 LPGA Championship
- 2002 US Womens Open

## LPGA-segrar
- 1983 SAFECO Classic
- 1986 Women's Kemper Open, McDonald's Championship, Lady Keystone Open, Atlantic City LPGA Classic
- 1988 Crestar Classic, Atlantic City Classic, SAFECO Classic
- 1989 Crestar Classic
- 1991 LPGA Bay State Classic
- 1992 JAL Big Apple Classic
- 1997 Samsung World Championship of Women's Golf
- 1998 Samsung World Championship of Women's Golf
- 1999 Welch's/Circle K Championship, Longs Drugs Challenge, Safeway LPGA Golf Championship
- 2000 Longs Drugs Challenge, Samsung World Championship
- 2001  Electrolux USA Championship
- 2002 Chick-fil-A Charity Championship
- 2003 LPGA Corning Classic, Evian Masters

## Inofficiella segrar
- 1986 JCPenney Classic (med Tom Purtzer)
- 1996 Diners Club Matches (med Dottie Pepper)
- 1997 Diners Club Matches (med Dottie Pepper)
- 1999 Diners Club Matches (med Dottie Pepper)
- 2000 Hyundai Team Matches (med Dottie Pepper)
- 2004 Wendy's 3-Tour Challenge (med Cristie Kerr och Grace Park)

## Utmärkelser
- 1984 LPGA Rookie of the Year
- 2000 World Golf Hall of Fame
- 2004 William and Mousie Powell Award

## Fotnoter
1. ↑  Encyclopædia Britannica, Encyclopædia Britannica Online-ID: biography/Juli-Inkstertopic/Britannica-Online, läst: 9 oktober 2017.[källa från Wikidata]
2. ↑  läs online, www.collegiatewomensportsawards.com .[källa från Wikidata]

| Majorsegrare genom tiderna                                                                                    |               |              |              |               |
| 100 olika spelare har vunnit i damernas majortävlingar. Juli Inkster var den 52:a spelaren som vann en major. |               |              |              |               |
| 1:a | 51:a          | 52:a         | 53:e         | 100:e         |
| Mrs. Lee Mida                                                                                                 | Patty Sheehan | Juli Inkster | Alice Miller | Paula Creamer |
| Lista över golfens majorsegrare                                                                               |               |              |              |               |